# Катайнен, Юрки
Ю́рки Та́пани Ка́тайнен (фин. Jyrki Tapani Katainen; род. 14 октября 1971[…], Сийлинъярви, Куопио) — финский государственный и политический деятель; премьер-министр Финляндии (2011—2014), председатель партии Национальная коалиция (Кокоомус) (2004—2014), депутат парламента (с 1999).
16 июля 2014 года Европейский парламент утвердил Катайнена на посту еврокомиссара по финансам. В Еврокомиссии Юнкера, полномочия которой начались в ноябре 2014 года, Катайнен получил должность вице-президента по вопросами занятости, экономического роста, инвестиций и конкурентоспособности. С начала 2020 года — директор фонда инноваций Sitra.

## Биография
В мае 1990 года окончил лицей Сийлинъярви и стал абитуриентом.

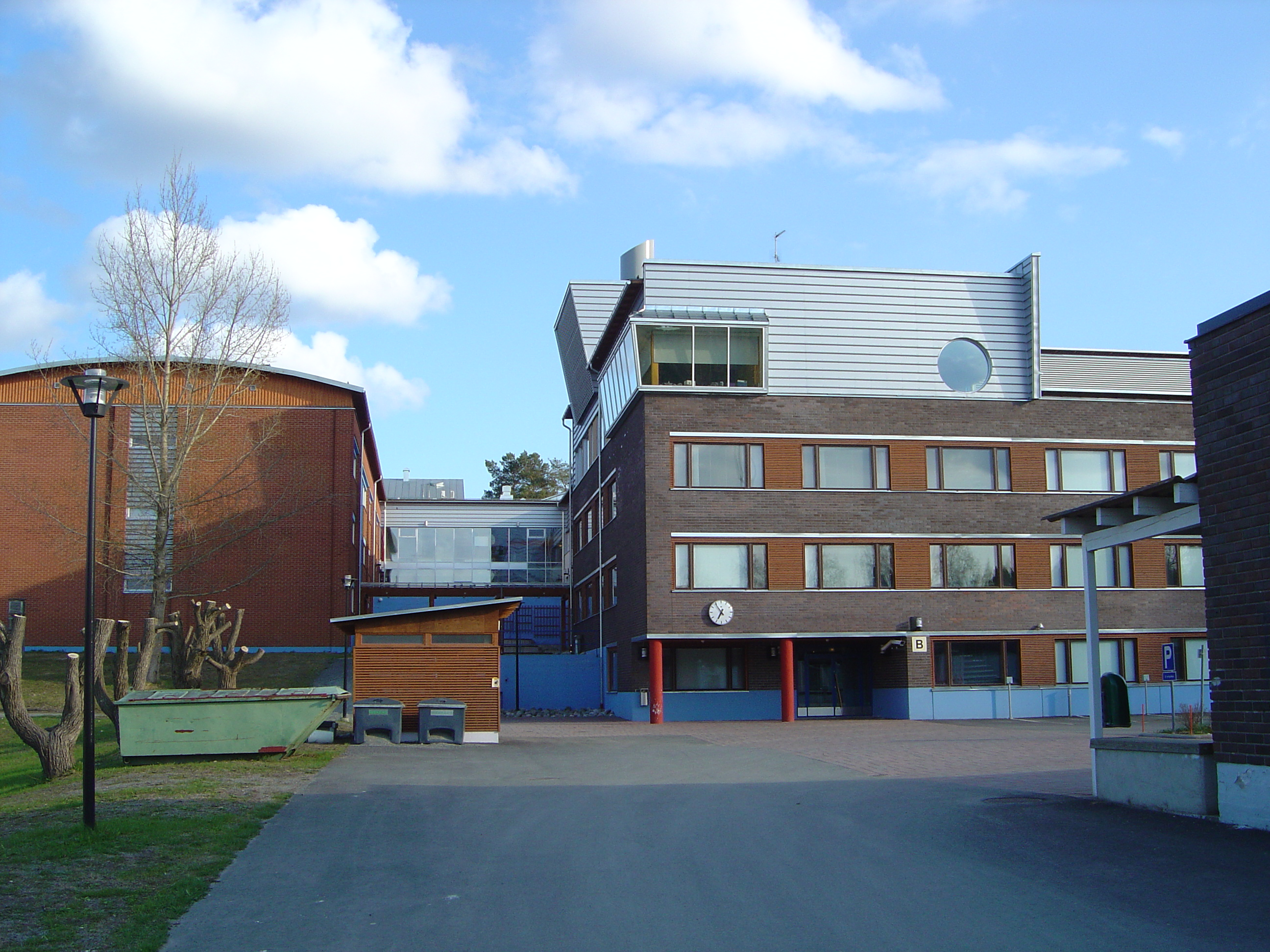
Лицей Сийлинъярви

С 1993 года — член муниципального совета Сийлинъярви.
В 1998 году окончил университет Тампере со степенью магистра общественных наук. Рабочую карьеру начал с должности ассистента преподавателя, а также прошёл стажировку в посольстве Финляндии в Лондоне. Кроме того, являлся составителем учебной программы (koulutussuunnittelija) ассоциации образования партии Национальная коалиция и инструктором.
1998—2000 — заместитель председателя молодёжного отделения Европейской народной партии.

### Депутат парламента
В марте 1999 года на парламентских выборах был избран депутатом Эдускунты.
В 2001 году занял пост заместителя председателя партии Кокоомус, а три года спустя (в 2004 году) возглавил партию Кокоомус в качестве председателя.
В 2005 году был избран заместителем председателя Европейской народной партии.

### Министр финансов
19 апреля 2007 года был назначен министром финансов во втором кабинете Ванханена, а в ноябре 2008 года был признан лучшим министром финансов Европы по мнению еженедельника The Financial Times
В правительстве Кивиниеми, сформированном 22 июня 2010 года, сохранил свой пост министра финансов.
В 2010 году Катайнен при обсуждении финансовой помощи наиболее пострадавшим от экономического кризиса государствам-членам ЕС выступил за оказание такой помощи со стороны Финляндии.

### Премьер-министр
22 июня 2011 года Финский парламент (эдускунта) избрал Юрки Катайнена новым премьер-министром Финляндии. Катайнен стал 63-м главой правительства Финляндии и возглавил 72-й по счёту кабинет министров в истории страны. Последний раз до этого представитель Коалиционной партии во главе правительства был в 1987—1991 годах (Харри Холкери).
В связи с расследованием действий Катайнена по делу заказа исследования о перспективах развития Финляндии у фирмы философа Пекки Химанена и инициативой голосования о доверии премьер-министру со стороны депутата от партии «Истинные финны» Пентти Ойнонен, 141 член Парламента (16 — против, 14 депутатов воздержались, 28 отсутствовали) проголосовали в поддержку премьер-министра.
28 января 2014 года глава группы правоцентристов в Европарламенте EPP Жозеф Доул в интервью журналу EurActiv называл финского премьера в числе возможных кандидатов на пост председателя Еврокомиссии (также в качестве возможных кандидатов названы экс-премьер Латвии Валдис Домбровскис, еврокомиссар по вопросам внутреннего рынка Мишель Барнье и экс-премьер Люксембурга Жана-Клод Юнкер). Сам Катайнен пообещал рассказать о своих карьерных планах в апреле 2014 года. 5 апреля Катайнен заявил о том, что на съезде Коалиционной партии в июне не будет выдвигать свою кандидатуру на пост председателя и, соответственно, покинет пост премьер-министра после выборов нового партийного лидера. Катайнен сообщил, что его интересует работа в международной сфере: в частности, он не исключает возможности занять пост в Евросоюзе — например, стать членом Еврокомиссии.
13 июня 2014 года на съезде Коалиционной партии в своей прощальной речи Катайнен сказал, что «смог реализовать свои мечты» и многое сделать в качестве председателя партии, премьер-министра и министра финансов. 14 июня новым председателем партии был избран Александр Стубб; 16 июня Катайнен подал заявление об отставке с поста премьер-министра, которое было одобрено президентом Финляндии Саули Ниинистё. 24 июня президент Финляндии Саули Нийнистё утвердил отставку Катайнена и назначил новый кабинет министров во главе с Александром Стуббом.

### Работа вЕвропейской комиссии

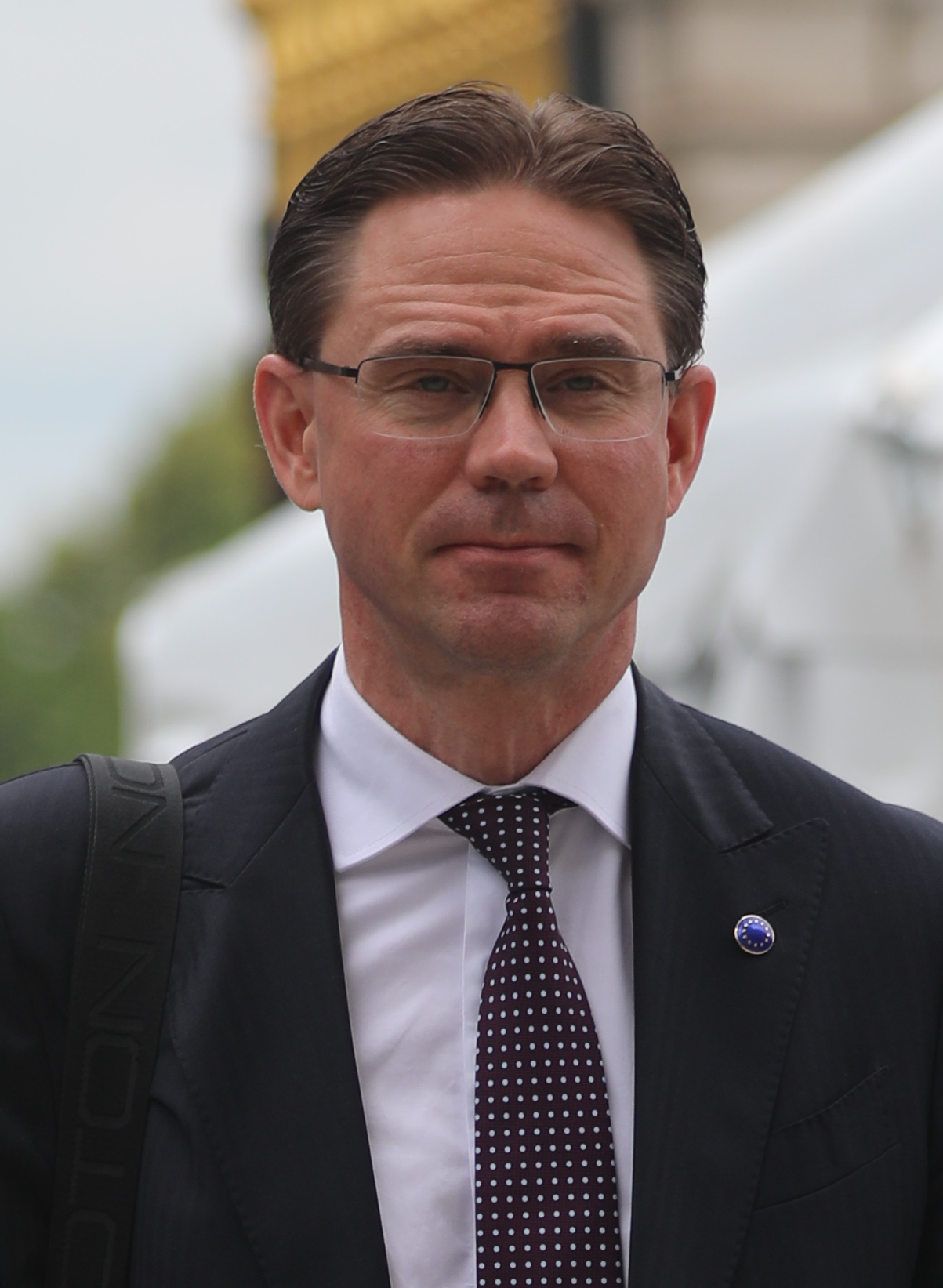
Катайнен на съезде Европейской народной партии. Брюссель, июль 2019

16 июля 2014 года Европейский парламент утвердил Катайнена на посту европейского комиссара по финансам (итоги голосования — 421 «за» и 170 «против»). На этом посту он сменил другого политика из Финляндии, Олли Рена, покинувшего свой пост в связи с избранием в депутаты Европейского парламента и избранного 1 июля заместителем председателя Европарламента. Планируется, что на посту комиссара по финансам Катайнен пробудет до конца октября 2014 года (то есть до окончания срока полномочий Второй Европейской комиссии Баррозу).
10 сентября 2014 года был обнародован состав Еврокомиссии, которую с ноября возглавил Жан-Клод Юнкер; Катайнен был назначен на должность еврокомиссара по вопросами занятости, экономического роста, инвестиций и конкурентоспособности, а также одним из заместителей председателя Еврокомиссии. Новый состав комиссии Европарламент утвердил 22 октября.
Полномочия комиссии заканчиваются 31 октября 2019 года.

### После Европейской комиссии
20 сентября 2019 года был назначен директором Sitra — государственного фонда инноваций Финляндии, располагающего капиталом в 800 млн евро; к своим обязанностям Катайнен приступит в начале 2020 года.

## Семья
Жена (с 2003 года) — Мерви Марика Катайнен (Mervi Marika Katainen), урождённая Куйттинен (Kuittinen). В 2005 году у них родилась дочь Саара (Saara), в 2008 году — вторая дочь, Веера (Veera).